# 英領ウガンダ計画
英領ウガンダ計画（Uganda Scheme, British Uganda Programme）は、20世紀初頭にイギリス政府が、イギリス領東アフリカ（現在のケニアおよびウガンダ）の一部にユダヤ人国家を作ろうとした計画。

## 経緯

### 計画の打診
当時の植民地相であったジョゼフ・チェンバレンは、1903年春にイズレイル・ザングウィルの紹介でシオニズム運動リーダーのテオドール・ヘルツルと会っている。以来ユダヤ人たちのパレスチナへの植民活動に注目しており、同年前半にイギリス領東アフリカを視察した際にもシオニズム組織のことが脳裏にあった。チェンバレンは「もしヘルツル博士らが努力の方向を東アフリカに変えてくれるとしたら、ユダヤ人入植者に適した土地を見つけることに困難はないであろう」とアフリカ訪問の報告書に書いている。
チェンバレンはシオニズム運動グループにアフリカでの母国建設を打診した。当時、ロシア帝国ではユダヤ人に対してポグロムが起こっていたが、チェンバレンは弾圧から逃れたユダヤ人のための行き場として、今日のケニアにあるマウ高原の5,000平方マイル（約13,000平方キロメートル）の土地の提供をもちかけている。同地は現在はウアシン・ギシュ・カウンティとなっている場所で、チェンバレンはウガンダ鉄道で通った際に見た土地であった。ただし1902年にウガンダ保護領から英領東アフリカ（後のケニア）に移管されており、英領ウガンダ計画は正確には今日のウガンダとは関係ない。
この打診は1903年にバーゼルで開催された第6回シオニスト会議の議題に上り、激しい議論が起こった。このころ、イスラエルの地であるパレスチナへのユダヤ人入植は着々と進んでいたが、オスマン帝国の領内に独自のユダヤ人国家を築くという目標は行き詰まりを見せていた。アフリカの高原への入植を支持する者は、これをイスラエルの地への入植という最終目標に先立つ応急措置として「聖地への前室」（ante-chamber to the Holy Land）や「夜をしのぐための場所」（Nachtasyl）などと呼んだ。一方、この打診を受け入れてしまうと今後パレスチナへのユダヤ人国家建設が困難になってしまうと考え、強硬に反対する者もいた。採決の直前にロシアからの代表が抗議のため退出してしまう一幕もあったが、動議は295票のうち177票の賛成で可決された。

### 調査
翌年、現地視察のために3人の代表が高原地帯へ送られた。マウ高原は赤道直下にもかかわらず標高が高いため気候は穏やかで、ヨーロッパ人の入植には適した場所だと考えられていた。マウ高原の西は大地溝帯となっているためマウの断崖と呼ばれる急斜面であり、その下にはマウ・フォレストと呼ばれる森林があり、この地理的条件が高原を周囲から孤立させており、防衛にも適していると考えられていた。しかし代表たちは、ライオンほか危険な野獣が多いことを問題に挙げている。その上、ヨーロッパ人の入植を従順に受け入れそうにないマサイ族が大勢暮らしていることが問題であった。

### 計画の破棄
この報告を受け、翌1905年のシオニスト会議ではイギリスによる打診を丁重に断ることを決めた。ユダヤ人の中には打診を断ったことを失敗と考えた者もいた。イズレイル・ザングウィルらはイスラエルの地にこだわるシオニストと対立し、世界のどこであれユダヤ人が住むに適する場所にユダヤ人の国を持つべきだという「領土主義」を主張してシオニスト会議から離脱し、ユダヤ領土主義組織（Jewish Territorialist Organization）を結成してアメリカやアジア、アフリカなどでの国家樹立を模索した。